# 伊恩·希克森
伊恩·希克森（英語：Ian "Hixie" Hickson）是Acid2和Acid3、HTML5規範、Pingback規範以及Web Applications 1.0早期工作草案的作者和維護者。他是網頁標準的倡導者，並在CSS等規範的發展中發揮了關鍵作用。希克森是CSS 2.1規範的共同編輯。

## 生平
希克森出生於瑞士日內瓦，在那裡住了十年。他在英國巴斯大學學習物理學。後來他在Netscape和Opera軟體公司工作；他現在舊金山灣區的Google工作，是網頁超文本應用技術工作小組的規格編輯。

## 外部連結
- Ian Hickson的個人網站 （页面存档备份，存于）
- Ian Hickson的部落格 （页面存档备份，存于）